# Live in Bucharest: The Dangerous Tour
 (janvier 2020).
Si vous disposez d'ouvrages ou d'articles de référence ou si vous connaissez des sites web de qualité traitant du thème abordé ici, merci de compléter l'article en donnant les références utiles à sa vérifiabilité et en les liant à la section « Notes et références ».

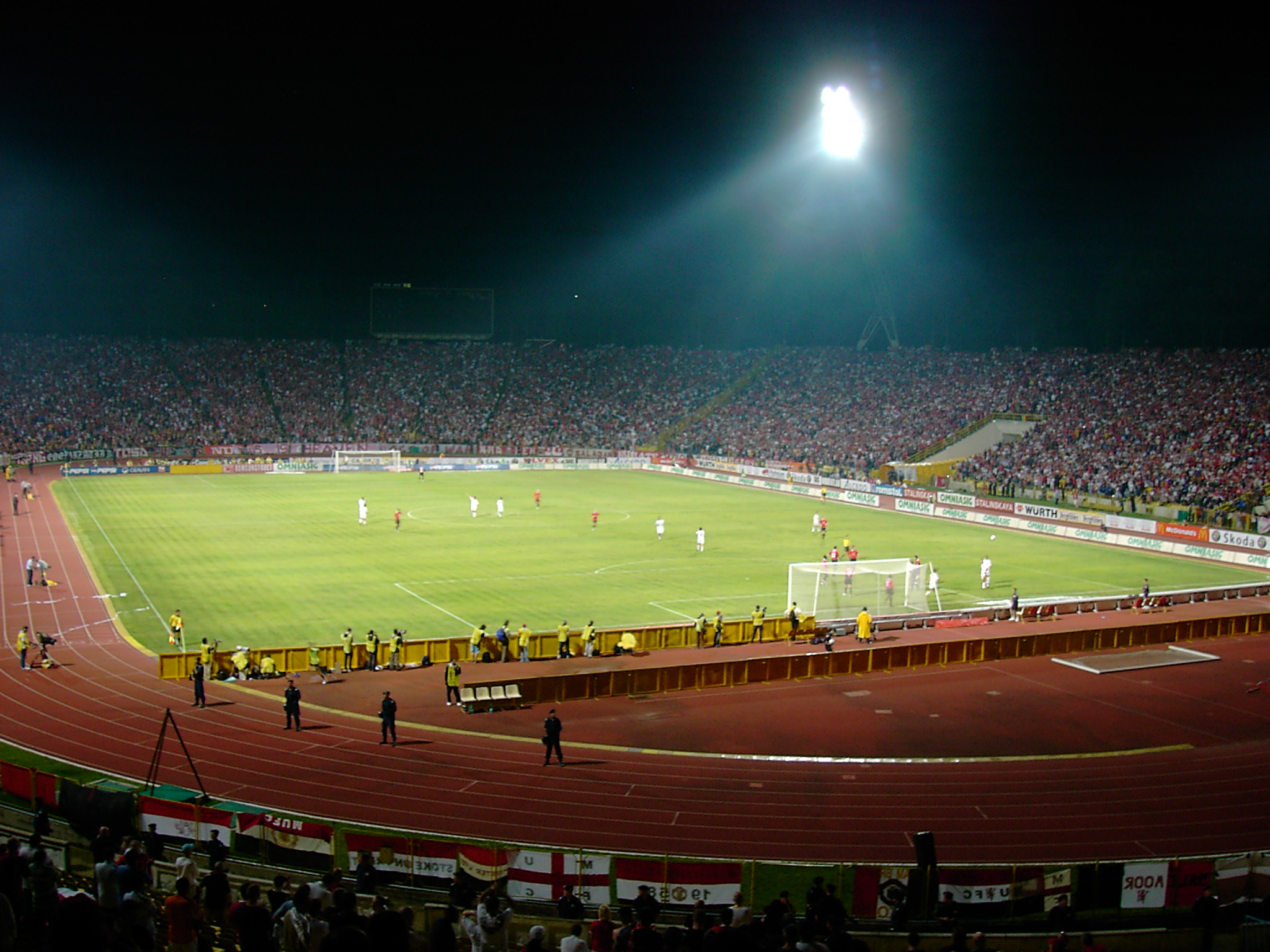
Le stade Lia Manoliu de Bucarest (Roumanie) où a été enregistré le concert.

Live in Bucharest: The Dangerous Tour est un DVD du concert de Michael Jackson effectué au stade Lia Manoliu de Bucarest (Roumanie) le 1er octobre 1992 devant 90 000 personnes lors du Dangerous World Tour, publié en 2004 par Epic Records dans le coffret Michael Jackson: The Ultimate Collection. 
Le DVD fait l'objet d'une commercialisation séparée le 25 juillet 2005, et également en coffret DVD avec Number Ones en 2008.
Il existe différentes versions de ce concert. La première a été diffusée le lendemain du show par la BBC ; après la mort de Jackson, cette version a été rediffusée sur BNN/Ned3. Toutes les images de cette version proviennent du concert de Bucarest. 
La version qui apparaît sur le DVD a été diffusée sur HBO en 1992, réalisant un record d'audience pour la chaîne. Cette version, tout en ayant principalement des images de Jackson se produisant au concert de Bucarest (certaines sous des angles de caméra alternatifs par rapport à la version de la BBC), comprend également des images d'autres concerts comme ceux de Munich, Copenhague ou Londres. Il manque également l'introduction vidéo Brace Yourself et le We Are the World Interlude, qui étaient inclus dans la version BBC originale.
Le 26 juin 2009, en hommage à Michael Jackson à la suite de son décès, TF1 diffuse ce concert. Programmé en troisième partie de soirée, le concert a réuni 1,45 million de téléspectateurs de 0 h 10 à 2 h 20 du matin.
Des enregistrements (et des images pour le clip) dans la chanson Behind the Mask (2010) proviennent de ce concert.

## Pistes
1. Main Title
2. Jam
3. Wanna Be Startin' Somethin''
4. Human Nature
5. Smooth Criminal
6. I Just Can't Stop Loving You (duo avec Siedah Garrett)
7. She's Out of My Life
8. I Want You Back/The Love You Save
9. I'll Be There
10. Thriller
11. Billie Jean
12. Working Day and Night
13. Beat It
14. Will You Be There
15. Black or White
16. Heal the World
17. Man in the Mirror
18. Credits

- Durée : 2h02